# Гаврил Державин
Гаврил Романович Державин (рус. Гаврии́л (Гаври́ла) Рома́нович Держа́вин; Казањ, 14. јул 1743 — 20. јул 1816) био је руски песник епохе класицизма.

## Биографија
Державин је рођен 14. јула 1743. у околини Казања, у осиромашеној племићкој породици татарског порекла. Као и други племићки синови у Русији оног времена, школовао се нередовно, код приватних учитеља. Научио је да чита од локалног свештеника са 3 године, а са 8 година научио је немачки у приватној школи у Оренбургу, где му је отац служио као официр, а приватно је учио и геометрију и аритметику. Отац му је умро од туберкулозе плућа крајем 1754, оставивши му мало имање оптерећено дуговима и парницама. Без средстава за школовање у Петрограду, Гаврил се 1758. уписао у новоотворену гимназију у Казању, а затим је као одличан ученик упућен за војника у Преображенски пук цареве гарде у Петрограду.
У служби, Державин се истакао током Пугачовљеве побуне и од обичног војника у гарди уздигао се до личног секретара царице Катарине Велике (1791) и министра правде (1802). Пензионисан је 1803. и повукао се на своје имање код Новгорода, где је писао идиле и класицистичке стихове, и једном месечно одржавао књижевне вечери у својој кући у Петрограду. Умро је на свом имању 1816. и сахрањен је у оближњем манастиру.

### Младост и породица
Державин је рођен у Казанској губернији у земљопоседничкој породици осиромашеног руског племства. Његов татарски предак из 15. века Морза Багрим, прешао је у хришћанство и постао вазал великог кнеза Василија II. Багрим је награђен земљом за своју службу кнезу, а од њега су потицале племићке породице Нарбекова, Акинфова и Кеглева (или Теглева).
Припадник породице Нарбеков, који је добио надимак Держава (Держа́ва; Дрьжа́ва; руски за „шар“ или „моћ“), био је патријарх породице Державин. Державини су некада држали профитабилна имања дуж реке Мјоше, око 25 mi (40 km) од главног града Казања, али су временом подељена, продата или стављена под хипотеку. У време када је отац Гаврила Державина, Роман Николајевич Державин, рођен 1706. године, наследио је само неколико парцела земље, које је заузимало неколико сељака. Роман се придружио војсци и 1742. године, у узрасту од 36 година, оженио се удовицом Фјоклом Андрејевном Горином (рођеном Козловом). Она је била из сличног порекла и такође је поседовала неколико раштрканих имања. Имања су била извор сталних тужби, туча и свађа са комшијама, које су се понекад прошириле и у насиље.
Державин је рођен скоро девет месеци након што су се његови родитељи венчали, али локација његовог рођења остаје спорна. Державин је себе сматрао родом из Казања — који се с поносом проглашава градом његовог рођења — али је вероватно рођен на неком од имања своје породице у Сокурију или Кармачију, у округу Лајшевски. Лајшевски округ је неформално познат као Державински округ због његове повезаности са Державином. Он је добио је име Гаврил (на руском Гавриил), пошто је његово рођење било 10 дана пре Сабора архангела Гаврила, који се у словенском православљу слави 13. јула. Он је био је болешљиво дете, а његови родитељи су следили традиционалну праксу тог доба и „испекли бебу“ («перепекание ребенка») — древну церемонију у којој се болесне или превремено рођене бебе стављају на хлебну лопату и стављају и извлаче из рерне три пута.
Державинов отац је пребачен у Јаранск, а затим у Ставропољ. Родило се још двоје деце, дечак и девојчица, иако је обоје умрло младо.

### Образовање
Као припадника племства, иако нижег, од Державина се очекивало да образују своју децу, али су могућности биле ограничене с обзиром на њихово сиромаштво и мали број образовних институција у Русији у то време. Од мушких припадника племства се очекивало да уђу у владине улоге као државни службеници или војни официри са 20 година. Племство које није могло да пошаље своју децу у једну од три образовне установе добијало је ослобођење да школује своју децу код куће, али је деци давани испити у узрасту од 7, 12 и 16 година да би се проверио њихов напредак. Познат као Гањушка, Гаврило је почео да се школује са 3 године када су га локални црквењаци учили да чита и пише (с обзиром да му је мајка у суштини била неписмена). Када је имао 8 година, породица је послата у Оренбург близу данашњег Казахстана. Руско царство, у жељи да прошири свој домет, послало је осуђенике у Оренбург да изграде град. Немац по имену Џозеф Роуз отворио је општу школу за подучавање децу племства. Роуз, осим што је био осуђеник, није имао формално образовање и могао је да подучава децу само на немачком језику, који је тада био најпожељнији језик међу просвећеном класом у Русији.
Када је Гаврил имао 10 година, Державини су се након две године у Оренбургу вратили на своја имања у Казању. У јесен 1753. први пут је путовао у Москву. Роман Державин, који је патио од конзумације, морао је да се званично пријави за пензију у Москви, а затим је планирао да настави до у Санкт Петербурга да региструје свог сина за будућу регрутацију према потреби. Међутим, у Москви се задржао до почетка јануара; до времена када је добио отпуст, није имао новца да настави пут за Санкт Петербург. Били су приморани да се врате у Казањ, где му је отац умро касније те године. Његов отац је поседовао половину земље у Сокурију, коју је Гаврил наследио заједно са другим имањима у Лајшевском. Међутим, она су давали врло мало прихода и суседи су наставили да задиру у њихову земљу, плавећи њихова имања или једноставно отимајући земљу за себе. Његова мајка, удовица без новца без моћних рођака, није могла да добије било какву одштету на суду, и судије су је одбациле. Державин је касније написао да му је „мајчина патња због неправде остала вечно урезана у његово срце“. Ипак, његова мајка је успела да унајми два тутора да њене синове подучавају геометрији и аритметици.
Године 1758, у Казању је отворена нова школа, те његовој мајци више није морала да га пошаље у Санкт Петербург. Гимназија је нудила наставу из латинског, француског, немачког и аритметике, као и плес, мачевање и музику. Квалитет наставе је генерално и даље био лош, без уџбеника. Школа је такође пружала прилику ученицима да изводе трагедије Молијера и Александра Сумарокова. Державин се на крају истакао у геометрији и обавештен је да ће се придружити инжењерском корпусу у Санкт Петербургу. Међутим, бирократска грешка довела је до тога да је постављен у редове Преображенског пука, телохранитеља царске породице.

### Каријера
У Санкт Петербургу, Державин се уздигао из статуса обичног војника до највиших државних функција под Катарином Великом. Први пут је импресионирао своје команданте током Пугачовљеве побуне. Захваљујући његовој политичкој проницљивости, његова каријера је напредовала када је напустио војну службу и прешао у државну службу. Дошао је до места губернатора Олоњеца (1784) и Тамбова (1785), личног секретара царице (1791), председника Комерцијалне школе (1794) и коначно министра правде (1802).
Отпуштен је са дужности 1803. године и већи део остатка свог живота провео је на сеоском имању у Званки код Новгорода, пишући идиле и анакреонтске стихове. У својој кући у Санкт Петербургу одржавао је месечне састанке конзервативног друштва Љубитеља руске речи. Умро је 1816. и сахрањен је у Хутинском манастиру код Званке, поново сахрањен од стране Совјета у Новгородском Кремљу, а затим поново у Хутину.

## Поезија
Державинова најпознатија дела су његове оде посвећене царици Катарини и њеним дворанима. Не водећи рачуна о правилима жанра, песник је у свечане и похвалне песме уносио елементе елегије, хумора и сатире. У једној оди посвећеној царици, на пример, песник узгред помиње како је требио вашке из косе своје жене, и скромно назива своје стихове лимунадом. Најбоље песме написао је на руском народном језику, у време док је француски био језик образованих људи и поезије у Русији, међу којима и елегије поводом смрти Григорија Потемкина и Александра Суворова. Био је први песник који је пре Пушкина увео руски језик у поезију. Као свој узор наводили су га Николај Њекрасов и Марина Цветајева. Универзитет у Тамбову и данас носи његово име.

## Утицај
Према речима Д.С. Мирског, „Державинова поезија је универзум невероватног богатства; једина мана јој је била то што велики песник није био од користи ни као мајстор ни као пример. Није учинио ништа да подигне ниво књижевног укуса или да унапреди књижевни језик, а што се тиче његових песничких летова, очигледно је било немогуће пратити га у те вртоглаве сфере.“ Ипак, Николај Некрасов је тврдио да следи Державина пре него Пушкина, а Державинову линију изломљених ритмова наставила је Марина Цветајева у 20. веку. Тамбовском државном универзитету додељено је име Гаврила Державина.